# Ławaryszki (gmina)

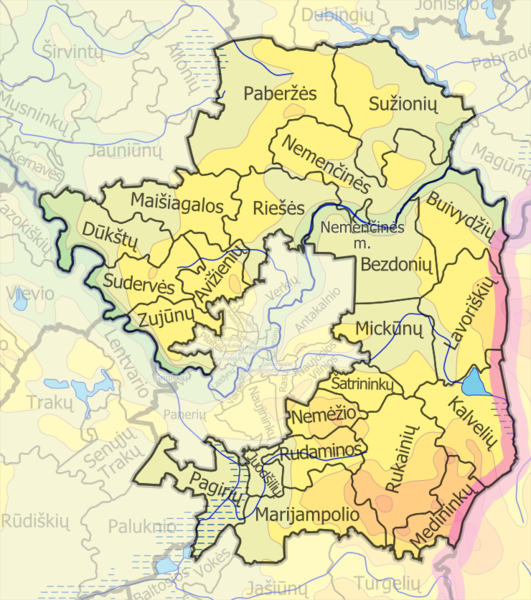
Gmina na mapie rejonu

Gmina Ławaryszki (lit. Lavoriškių seniūnija) – gmina na Litwie, w okręgu wileńskim, w rejonie wileńskim.
Ośrodek gminy to wieś Ławaryszki (621 mieszkańców). Na terytorium gminy jest 69 miejscowości, większe z nich: Mościszki (631 mieszkańców), Słoboda (178 mieszkańców), Rubno (106 mieszkańców), Pietruliszki (123 mieszkańców) i Niewiaryszki (99 mieszkańców).

## Powierzchnia terenu
12 285 ha, z nich – 32,9% stanowią użytki rolne, 54,5% - lasy, 0,8% - zbiorniki wodne oraz grunty o innym przeznaczeniu.

## Ludność
2 437 osób.

## Skład etniczny (2011)
- Polacy - 81,6%
- Litwini - 5,8%
- Rosjanie - 4,5%
- Białorusini - 6,5%

## Infrastruktura
Szkoła średnia, 2 szkoły podstawowe, przedszkole, przedszkole-żłobek, 2 biblioteki, posterunek celny, posterunek straży pożarnej, 2 urzędy pocztowe, 4 sklepy, 2 kawiarnie, 2 pawilony handlowe, kościół pw. św. Jana Chrzciciela, kaplica, cmentarz, pozostałości grodziska w Ławaryszkach, rezerwat krajobrazowy Barawikinia, rezerwat wodny Wilenki.

## Przedsiębiorczość lokalna
Rolnictwo i leśnictwo, przetwórstwo produktów rolnych, usługi świadczone dla mieszkańców.

## Miejscowości
W skład gminy Ławaryszki wchodzi 57 wsi i 12 kolonii (chutorów). Miejscowości w gminie Ławaryszki:
| - Adamczuki - Aleksandryszki - Bildzie - Bogudzięki - Bohdaniszki - Borowikinie - Brzeźniaki - Brzozówka - Budreliszki - Bukiszki | - Burniszki - Czarnuliszki - Czerwiszki - Czyryszki - Dębina - Dziekaniszki - Ferma - Grażuliszki - Grygiszki - Hałkowszczyzna | - Jaszczołdy - Jazowo - Józefowo - Juryzdyka - Kalinowo - Karoliszki - Kazimieryszki - Kopanica - Kruminka - Kuleliszki | - Kurzeliszki - Lesiszki - Łabaniszki - Łabińce - Ławaryszki - Ławryniki - Maciuliszki - Makowszczyzna - Malinówka - Maluta | - Markiszki - Morgi - Mościszki - Munduciszki - Niedźwiadka - Niewieryszki - Pawlukiszki - Pieczulanka - Pietruliszki - Podjeziorki | - Polesie - Przydatki - Puksztany - Puntuzy - Rubionka - Rubno - Sajdaciszki - Santoka - Sieliszcze | - Słoboda - Sorokiszki - Szakaliszki - Szałkowszczyzna - Sznury - Wilczy Bród - Witkowszczyzna - Wiżyszki - Zielony Bór |